# Пена, Хуан
Хуа́н Пе́на (исп. Juan Pena; 13 августа 1882, Монтевидео — 6 апреля 1964, там же) — уругвайский футболист, выступавший на позиции правого нападающего.

## Биография
Хуан Пена родился в 1882 году и рос в районе Ла-Бланкеада, в котором размещался первый в Уругвае полноценный спортивный кампус, принадлежавший Крикетному клубу Монтевидео (Montevideo Cricket Club). Пена был очень сильным игроком в крикет, но в итоге отдал предпочтение футболу. В 1899 году пришёл в Центральный уругвайский железнодорожный крикетный клуб, в котором уже к тому моменту была одна из сильнейших футбольных команд. Это подтвердилось на стыке веков, когда ЦУЖДКК выиграл первый и второй розыгрыши чемпионата Уругвая (1900 и 1901 годов соответственно). В 1905 году Пена вместе со своей командой выиграл первенство Уругвая — команда одержала победы во всех восьми матчах, забив 21 гол и не пропустив ни одного.
В 1908 году Пена отправился в Аргентину, где выступал за команду «Бельграно Атлетик». Во второй половине 1908 года вернулся в «Пеньяроль», но вскоре основал собственный клуб «Ориенталь», где провёл следующий сезон. В 1910 году выступал за «Насьональ». В 1911 году стал играть за «Бристоль», который был почти полностью укомплектован из бывших игроков «Насьоналя». В 1914 году вернулся в «Пеньяроль», который уже официально отделился от железнодорожной компании. Завершил карьеру футболиста в 1916 году. В 1942 году Хуан Пена стал почётным членом клуба «Пеньяроль».
Пена выступал за сборную Уругвая с 1905 по 1910 год, проведя за неё 10 матчей. В третьей игре 1908 года против сборной Аргентины в отсутствие Хуана Карлоса Бертоне именно Пена вывел уругвайцев на поле в качестве капитана команды. В то время ещё не было отдельной должности главного тренера сборной и поэтому состав на игры и тактику определяли капитаны команд. Таким образом, Пена в этом матче был также и играющим тренером. Матч за Кубок Славы Аргентины, состоявшийся в Буэнос-Айресе, завершился минимальной победой уругвайской команды — 1:0.
Хуан Пена умер в Монтевидео 6 апреля 1964 года.

## Титулы
- Чемпион Уругвая (3): 1900, 1901, 1905
- Обладатель Кубка Компетенсиа (1): 1916